# Parafia św. Barbary w Prusicku
Parafia św. Barbary w Prusicku – parafia rzymskokatolicka, znajdująca się w archidiecezji częstochowskiej, w dekanacie Brzeźnica nad Wartą, erygowana w 1957 roku.